# Мандрівка в Косаківку
Мандрівка в Косаківку — студійний альбом українського етно-колективу Очеретяний кіт.

## Перелік пісень
1. Мандрівка в Косаківку
2. Тихо падає сніг
3. Волики
4. Буркун-зілля
5. Чумак воли вертає
6. Електричка
7. Із суботи на неділю
8. На високій полонині
9. Залиши це
10. Простір
11. Радіохед
12. Ой яворе зелененький
13. Єврейський хлопчик